# Sophronisca obscura
Sophronisca obscura är en skalbaggsart som beskrevs av Stefan von Breuning 1942. Sophronisca obscura ingår i släktet Sophronisca och familjen långhorningar.
Artens utbredningsområde är Kongo-Kinshasa. Inga underarter finns listade i Catalogue of Life.